# Kapela sv. Tri kralja u Tkalcima
Kapela sv. Tri kralja    je rimokatolička građevina u mjestu Tkalci, gradu Krapina zaštićeno kulturno dobro.

## Opis dobra
Ostaci kasnogotičke barokizirane kapele sv. Tri kralja nalaze se na istaknutom položaju na vrhu brda Tkalci, sjeverozapadno od Krapine. Sve do recentnog samourušavanja zvonika početkom 2009. g., kapela je dominirala u svim karakterističnim vizurama na Krapinu. Osamdesetih godina 20. stoljeća kapela je još bila pod krovom, a činilo ju je poligonalno svetište i jednako široki izduženi brod, te zvonik s južne strane. Izvorna kapela sagrađena u drugoj polovini 16. st. imala je prizidan trijem s kamenim stupovima. Nekada se uz kapelu nalazilo groblje. Zanimljiv je nalazak 2000 srebrnih i bakrenih novčića kovanih u 15. i 16. stoljeću zabilježen 1980. g.

## Zaštita
Pod oznakom Z-3516 zavedena je kao nepokretno kulturno dobro - pojedinačno, pravnog statusa zaštićena kulturnog dobra, klasificirano kao "sakralna graditeljska baština".